# Saison 4 de Ghost Whisperer
Chronologie
Saison 3 Saison 5
Cet article présente le guide des épisodes de la quatrième saison de la série télévisée américaine Ghost Whisperer.

## Distribution

### Acteurs principaux
- Jennifer Love Hewitt (VF : Sophie Arthuys) : Melinda Gordon
- David Conrad (VF : Alexis Victor) : Jim Clancy / Sam Lucas
- Camryn Manheim (VF : Josiane Pinson) : Delia Banks
- Jamie Kennedy (VF : Damien Witecka) : Professeur Eli James
- Christoph Sanders (VF : Gwenaël Sommier) : Ned Banks

### Acteurs récurrents et invités
- Kenneth Mitchell : Sam Lucas (épisodes 7 à 22)
- Jay Mohr (VF : Michel Mella) : le professeur Rick Payne (épisode 1)
- Kurt Caceres (en) (VF : Constantin Pappas puis Bruno Choël) : l'inspecteur Carl Neely (épisodes 1, 6 et 7)
- Ion Overman (VF : Laurence Charpentier) : l'inspecteur Sam Blair (épisodes 3, 10, 18 et 23)
- Thomas F. Wilson (VF : Jean-Jacques Nervest) : Tim Flaherty (épisode 7)
- David Clennon (VF : Philippe Catoire) : Carl Sessick (épisodes 13 et 23)
- Rachael Leigh Cook : Grace Adams (épisode 2)
- Jason London (VF : Fabrice Josso) : Ryan Keller (épisode 2)
- Vanessa Marano : Alise Jones (épisode 3)
- Seamus Dever (VF : Pierre Tessier) : Rich Henderson (épisode 4)
- Peyton List : Lorelei (épisode 4)
- William R. Moses (VF : Edgar Givry) : Cliff Sturges (épisode 4)
- Joe Regalbuto (VF : Nicolas Marié) : Bill Bradford (épisode 4)
- Mika Boorem (VF : Noémie Orphelin) : Olivia Keller (épisode 5)
- Camryn Grimes : Diana Morrison (épisode 5)
- Amy Pietz (VF : Véronique Picciotto) : Mme Lisa Keller (épisode 5)
- Jenny Robertson : Mme Cynthia Morrison (épisode 5)
- Jason Beghe : M. Kevin Keller (épisode 5)
- Ariel Winter : Natalie (épisode 6)
- Ellen Woglom (VF : Dorothée Pousséo) : Jordan Lucas (épisode 8)
- Roxanne Hart : Nancy Lucas (épisode 8)
- Jesse Head (nl) (VF : Donald Reignoux) : Clay Dennis (épisode 9)
- Jamie Silberhartz (en) (VF : Dorothée Pousséo) : Allison (épisode 9)
- Isabelle Fuhrman : Gretchen Dennis (épisode 9)
- George Newbern (VF : Damien Boisseau) : Roger Gardner (épisode 10)
- Rena Sofer (VF : Sybille Tureau) : Tammy Gardner/Sarah Evers (épisode 10)
- Dan Castellaneta (VF : Philippe Peythieu) : Frank Whitaker (épisode 12)
- Kaylee Defer (VF : Barbara Tissier) : Angie Halsenback (épisode 12)
- Elizabeth Peña (VF : Évelyne Grandjean) : Marla (épisode 12)
- Teri Polo (VF : Virginie Méry) : Nikki (épisodes 12 et 13)
- Emma Bell (VF : Laura Préjean) : Paula Hathaway (épisode 13)
- Kendall Schmidt : Jeff (épisode 14)
- Andrea Bowen (VF : Karine Foviau) : Rebecca Kelly (épisode 15)
- Courtney Halverson (en) (VF : Kelly Marot) : Lauren Sable jeune (épisode 15)
- Sarah Ramos (VF : Adeline Chetail) : Courtney Harris (épisode 15)
- Amanda Schull (VF : Sauvane Delanoë) : Emily Harris (épisode 15)
- Patrick J. Adams (VF : Christophe Lemoine) : Linus Van Horn (épisode 16)
- Michael O'Keefe (VF : Bernard Lanneau) : Dr Byrd (épisodes 17 et 18)
- Arnell Powell (VF : Emmanuel Garijo) : Le propriétaire du magasin de vélos (épisode 18)
- Hilary Duff : Morgan Jeffries (épisode 19)
- Currie Graham (VF : Jean-Louis Faure) : Rick Hartman (épisode 19)
- Patrick Breen (VF : Sébastien Desjours) : Duff Faraday (épisode 20)
- Amelia Heinle (VF : Barbara Beretta) : Brook Dennis (épisode 20)
- Lesli Kay (VF : Juliette Degenne) : Suzanne Zale/Celeste Barrington (épisode 20)
- Johnny Pacar (VF : Cédric Dumond) : Miles Maitland (épisode 20)
- Bellamy Young (VF : Véronique Soufflet) : Lucy Stanton (épisode 21)
- Andrew James Allen (VF : Alexis Tomassian) : Jonathan Harkness (épisode 22)
- Jake Thomas (VF : Yoann Sover) : Andrew Carlin (épisode 22)
- Alexa Vega : Serena Westen (épisode 22)
- Jason Brooks (VF : Jean-Pierre Michaël) : Jeremy Bishop (épisode 23)
- Graham McTavish (VF : José Luccioni) : Gordon Bradey (épisode 23)
- Jaclyn DeSantis (en) (VF : Véronique Desmadryl) : Zoé (épisodes 21 à 23)
- Bruce Davison (VF : Bernard Tiphaine) : Josh Bedford (épisode 23)

## Épisodes

### Épisode 1:Unis par les flammes
- États-Unis /  Canada : 3 octobre 2008 sur CBS / CTV[1]
- Suisse : 11 avril 2009 sur TSR1
- France : 18 avril 2009 sur TF1
- Québec : date inconnue sur Ztélé

- Jay Mohr (Professeur Rick Payne)
- Alona Tal (Fiona Raine)
- Romy J. Park (Femme Fantôme)
- Jay Brian Winnick (Patron du bar)
- Lonnie Hughes (Fantôme Homme du Bar)
- Marlena Poles (Fantôme Femme du Bar)
- Bob Rusch (Barman)
- Kurt Caceres (Detective Carl Neely)
- Fay Wolf (Marlee)
- Russell Sams (Christian)
- Amy Hill (Adrienne)
- April Grace (L'observatrice)

### Épisode 2:Le Pacte du sang
- États-Unis /  Canada : 10 octobre 2008 sur CBS / CTV
- Suisse : 11 avril 2009 sur TSR1
- France : 18 avril 2009 sur TF1

- États-Unis : 9,69 millions de téléspectateurs[3] (première diffusion)
- Canada : 1,119 million de téléspectateurs[4] (première diffusion)

- Rachael Leigh Cook (Grace Adams)
- Sarah Buehler (Voisine)
- Jason London (Ryan Keller)
- Anna Silk (Haylie Wayne)
- Karen Lew (Chirurgienne)
- Christian Campbell (Lucas Marston)
- Daphne Ashbrook (Sandy Graber)

### Épisode 3:Esprit virtuel
- États-Unis : 17 octobre 2008 sur CBS
- Suisse : 18 avril 2009 sur TSR1
- France : 25 avril 2009 sur TF1

- James Immekus (Phoenix)
- Vanessa Marano (Alise Jones)
- Daniel Kountz (Cal)
- Gina Chai (Réceptionniste)
- Rif Hutton (Bill Eritt)
- Ion Overman (Sam Blair)
- Raphael Sbarge (Larry Jones)
- Molly Hagan (Penny Jones)
- Danny Bolero (Employé de bureau)
- Tom Pelphrey (Brian)

### Épisode 4:Signaux de détresse
- États-Unis : 24 octobre 2008 sur CBS
- Suisse : 18 avril 2009 sur TSR1
- France : 25 avril 2009 sur TF1

- Katherine LaNasa (Betty)
- Hillary Tuck (Julia)
- Seamus Dever (Rich)
- Peyton List (Lorelei)
- Robert Sutton (Mr. Rogo)
- Pamela Shaddock (Femme fantôme des années 90)
- Nick Jaine (Homme fantôme des années 80)
- Akie Kotabe (Préposé)
- Joe Regalbuto (Bill Bradford)
- William R. Moses (Cliff Sturges)
- Nanci Chambers (Terry)
- Anthony Tyler Quinn (Mr. Linarcos)
- Ben Bowen (Bill Bradford, jeune)
- Ben Hogestyn (Cliff Sturges, jeune)
- Mandell Maughan (Patsy)

### Épisode 5:Lignes brisées
- États-Unis : 31 octobre 2008 sur CBS
- Suisse : 25 avril 2009 sur TSR1
- France : 2 mai 2009 sur TF1

- Mika Boorem (Olivia Keller)
- Benjamin Nurick (Entraîneur)
- Camryn Grimes (Diana Morrison)
- Jamison Yang (Dr Chin)
- Ara Anton (Paramédical)
- John L. Curtis (Médecin)
- Barbara Eve Harris (Infirmière)
- Amy Pietz (Mrs. Lisa Keller)
- Jenny Robertson (Mrs. Cynthia Morrison)
- Lauren Gottlieb (Amie de Diana)
- Jason Beghe (Mr. Kevin Keller)
- Wendy Worthington (Infirmière Jean)
- Holly Kaplan (Infirmière responsable)

### Épisode 6:L’Ennemi imaginaire
- États-Unis /  Canada : 7 novembre 2008 sur CBS / CTV
- Suisse : 25 avril 2009 sur TSR1
- France : 2 mai 2009 sur TF1

- États-Unis : 11,06 millions de téléspectateurs[8] (première diffusion)
- Canada : 1,231 million de téléspectateurs[9] (première diffusion)

- Bahar Soomekh (Tricia)
- Brennan Elliott (Hunter Clayton)
- Ariel Winter (Natalie)
- Concetta Tomei (Margaret)
- Andy Comeau (Christopher Murray)
- Tanner Maguire (Owen Grace)
- Isabella Peregrina (Tricia, jeune)
- Kurt Caceres (Détective Carl Neely)
- Dariush Kashani (Bobby Tooch)
- Monnae Michaell (Docteur Deborah Goldstein)
- Paul Yoo (Infirmière)

### Épisode 7:Ici ou là-bas
- États-Unis : 14 novembre 2008 sur CBS
- Suisse : 2 mai 2009 sur TSR1
- France : 9 mai 2009 sur TF1

- Kenneth Mitchell (Sam Lucas)
- Rodney Scott (Dan Clancy)
- Joanna Cassidy (Faith Clancy)
- Thomas F. Wilson (Tim Flaherty)
- Wendy Worthington (Infirmière Jean)
- Alexa Nikolas (Caitlin Mahoney)
- Howard Mungo (Homme mort à l'hôpital)
- Kurt Caceres (Détective Carl Neely)
- Trisha LaFache (Faith Clancy, jeune)
- John Hayden (Père de Jim)
- Ricky Lewis Jr (Paramédical)
- Bahar Soomekh (Tricia)

### Épisode 8:L’Autre moi
- États-Unis : 21 novembre 2008 sur CBS
- Suisse : 2 mai 2009 sur TSR1
- France : 16 mai 2009 sur TF1

- Kenneth Mitchell (Sam Lucas)
- Ellen Woglom (Jordan Lucas)
- Roxanne Hart (Nancy Lucas)
- Cotter Smith (Gerald Lucas)
- Todd Stashwick (Alan Walters)
- Roberto Sanchez (Wes)
- Erika Ringor (Infirmière)

### Épisode 9:Le Dernier Vœu
- États-Unis : 5 décembre 2008 sur CBS
- Suisse : 9 mai 2009 sur TSR1
- France : 16 mai 2009 sur TF1

- Kenneth Mitchell (Sam Lucas)
- Isabelle Fuhrman (Gretchen Dennis)
- Eltony Williams (Ouvrier)
- Kyle Howard (Travis Ackerman)
- Austin Thomas (Clay, jeune)
- Isabella Hofmann (Mrs. Lynette Dennis)
- Jesse John Head (Clay Dennis)
- Lycia Naff (Boucher)
- Jamie Silberhartz (Allison)
- Jerry O'Donnell (Aaron Dennis)

### Épisode 10:Les Chaînes du mariage
- États-Unis : 19 décembre 2008 sur CBS
- Suisse : 9 mai 2009 sur TSR1
- France : 23 mai 2009 sur TF1

- Kenneth Mitchell (Sam Lucas)
- Rena Sofer (Tammy)
- George Newbern (Roger Gardner)
- Bree Turner (Elizabeth)
- David Burke (Thomas)
- Ion Overman (Détective Sam Blair)
- Toshi Toda (Vendeur de fruit)
- Jerrika Hinton (Employée du pressing)
- Mackenzie Varner (Fille)
- Zachary Winard (Rich)

### Épisode 11:Appels à l'aide
- États-Unis /  Canada : 9 janvier 2009 sur CBS / CTV
- Suisse : 16 mai 2009 sur TSR1
- France : 30 mai 2009 sur TF1

- États-Unis : 10,64 millions de téléspectateurs[14] (première diffusion)
- Canada : 1,224 million de téléspectateurs[15] (première diffusion)

- Kenneth Mitchell (Sam Lucas)
- Wyatt Smith (Josh Bancroft)
- Ryan Kelley (Devin Bancroft)
- Sharon Lawrence (Elena Bancroft)
- Kyle Secor (Doug Bancroft)
- Nicole Pettis (Opérateur 911)
- John Donohue (Paramedical)
- Dariush Kashani (Bobby Tooch)
- Monica Young (Officier de police 1)
- Alex Daniels (Officier de police 2)

### Épisode 12:Souvenirs de jeunesse
- États-Unis /  Canada : 16 janvier 2009 sur CBS / CTV
- Suisse : 16 mai 2009 sur TSR1
- France : 30 mai 2009 sur TF1

- États-Unis : 10,58 millions de téléspectateurs[16] (première diffusion)
- Canada : 1,301 million de téléspectateurs[17] (première diffusion)

- Kenneth Mitchell (Sam Lucas)
- Kaylee Defer (Angie Halsenback)
- Teri Polo (Nikki)
- Elizabeth Peña (Marla)
- Bitty Schram (Jody)
- J.R. Nutt (Logan)
- Dan Castellaneta (Frank Whitaker)
- Maree Cheatham (Myrna Cooperton)
- Ruth Livier (Femme 1)
- Maria Carmen (Femme 2)
- Christopher Goodman (Officier de police)
- Steve Berg (Agent de location)
- Kate Siegel (Cheryl)
- Joe Ordaz (Cal, le Gars costaud)

### Épisode 13:Les Âmes du lac
- États-Unis /  Canada : 23 janvier 2009 sur CBS / CTV
- Suisse : 23 mai 2009 sur TSR1
- France : 6 juin 2009 sur TF1

- États-Unis : 11,18 millions de téléspectateurs[18] (première diffusion)
- Canada : 1,227 million de téléspectateurs[19] (première diffusion)

- Kenneth Mitchell (Sam Lucas)
- Teri Polo (Nikki Peck)
- David Clennon (Carl Sessick)
- April Grace (L'observatrice)
- Jessica Tuck (Marlene Hathawy)
- Emma Bell (Paula Hathaway)
- Blake Hood (en) (Copain)
- Floriana Lima (Étudiante 1)
- Jenny Radelet (Étudiante 2)
- Arye Gross (Edwin Hathaway)
- Annie Abbott (Mrs. Sessick)

### Épisode 14:Secret brûlant
- États-Unis /  Canada : 6 février 2009 sur CBS / CTV
- Suisse : 23 mai 2009 sur TSR1
- France : 13 juin 2009 sur TF1

- Kenneth Mitchell (Sam Lucas)
- Brittany Curran (Kristy Marks)
- Kendall Schmidt (Jeff)
- Will Rothhaar (Tim Dwight)
- Gretchen Egolf (Deborah Marks)
- Brian McNamara (Douglas Marks)
- Romy Rosemont (Gail Dwight)
- Sabin Rich (Craig)

### Épisode 15:Une étudiante fantôme
- États-Unis /  Canada : 13 février 2009 sur CBS / CTV
- Suisse : 30 mai 2009 sur TSR1
- France : 13 juin 2009 sur TF1

- États-Unis : 10,30 millions de téléspectateurs[21] (première diffusion)
- Canada : 1,185 million de téléspectateurs[22] (première diffusion)

- Kenneth Mitchell (Sam Lucas)
- Sarah Ramos (Courtney Harris)
- Di Quon (Juliette)
- Samantha Krutzfeldt (Vanessa)
- Amanda Schull (Emily Harris)
- Aaliyah Franks (Ashley)
- Shoshana Bush (Makenna)
- Andrea Bowen (Rebecca Kelly)
- Erica Mer (Fille en noir 1)
- Trish Coren (Fille en noir 2)
- Courtney Halverson (Lauren, jeune)
- Kerrie Keane (Lauren Sable)
- Tom Choi (Bénévole)
- Ricky Lewis Jr. (Médecin)

### Épisode 17:Histoire de fous
- États-Unis /  Canada : 6 mars 2009 sur CBS / CTV
- Suisse : 6 juin 2009 sur TSR1
- France : 27 juin 2009 sur TF1

- États-Unis : 11,09 millions de téléspectateurs[25] (première diffusion)
- Canada : 1,231 million de téléspectateurs[26] (première diffusion)

- Kenneth Mitchell (Sam Lucas)
- Darby Stanchfield (Greer Clarkson)
- Ogy Durham (Penny)
- Kirk Bovill (Fantôme en camisole)
- Caitlin Dulany (Rosalyn)
- Aaron Hart (Todd)
- Raquel Bell (Jill)
- Kelly King (Mère de Todd)
- Michael O'Keefe (Dr Byrd)
- Mark L. Taylor (Doug Clarkson)

### Épisode 18:Le Saut de l’ange
- États-Unis /  Canada : 13 mars 2009 sur CBS / CTV
- Suisse : 6 juin 2009 sur TSR1
- France : 27 juin 2009 sur TF1

- États-Unis : 10,58 millions de téléspectateurs[27] (première diffusion)
- Canada : 1,165 million de téléspectateurs[28] (première diffusion)

- Kenneth Mitchell (Sam Lucas)
- Mark Pellegrino (Ben Tillman)
- Michael O'Keefe (Dr Byrd)
- Stephanie Michels (Anne Tillman)
- Chad Morgan (Clarissa)
- Ion Overman (Détective Sam Blair)
- Arnell Powell (Propriétaire du magasin de vélos)

### Épisode 19:Le Chant du cygne
- États-Unis /  Canada : 10 avril 2009 sur CBS / CTV
- France : 4 juillet 2009 sur TF1
- Suisse : 18 juillet 2010 sur TSR1[29]

- États-Unis : 10,08 millions de téléspectateurs[30] (première diffusion)
- Canada : 1,044 million de téléspectateurs[31] (première diffusion)

- Kenneth Mitchell (Sam Lucas)
- Hilary Duff (Morgan Jeffries)
- Currie Graham (Rick Hartman)
- Kieren Hutchison (Jack Pimsler)
- Dariush Kashani (Bobby Tooch)
- Susan Ruttan (Mrs. Blakelock)
- Tom Wright (en) (Conseiller)
- Debi Gutierrez (Femme)

### Épisode 20:Mourir sur scène
- États-Unis /  Canada : 24 avril 2009 sur CBS / CTV
- France : 11 juillet 2009 sur TF1
- Suisse : 18 juillet 2010 sur TSR1[29]

- États-Unis : 9,23 millions de téléspectateurs[32] (première diffusion)
- Canada : 1,069 million de téléspectateurs[33] (première diffusion)

- Kellie Martin (Cally O'Keefe)
- Patrick Breen (Duff Faraday)
- Thad Luckinbill (Grant Harper (Dr Troy Holdon))
- Lesli Kay (Suzanne Zale (Celeste Barrington))
- Johnny Pacar (Miles Maitland)
- Ursula Burton (Janet)
- Amelia Heinle (Brook Dennis)
- Teddy Lane Jr. (Flic en uniforme)
- David Carpenter (Preneur de son)
- Kevin Covais (P.A.)
- Jeremy Roberts (Cameraman)
- Fay Hauser (Docteur)

### Épisode 21:Poupées maudites
- États-Unis /  Canada : 1er mai 2009 sur CBS / CTV
- France : 18 juillet 2009 sur TF1
- Suisse : 25 juillet 2010 sur TSR1[34]

- États-Unis : 9,79 millions de téléspectateurs[35] (première diffusion)
- Canada : 1,009 million de téléspectateurs[36] (première diffusion)

- Kenneth Mitchell (Sam Lucas)
- Darcy Rose Byrnes (Drew Stanton)
- Michelle Page (Emma Silber)
- Puja Mohindra (Serveuse)
- Bellamy Young (Lucy Stanton)
- Mary Chris Wall (Mère fantôme)
- J.C. Mackenzie (Jeffrey Silber)
- Jaclyn Desantis (Zoé)
- Eyad Kurd-Misto (Garçon fantôme)

### Épisode 22:La Fiancée de Dracula
- États-Unis /  Canada : 8 mai 2009 sur CBS / CTV
- France : 25 juillet 2009 sur TF1
- Suisse : 25 juillet 2010 sur TSR1[34]

- États-Unis : 9,50 millions de téléspectateurs[37] (première diffusion)
- Canada : 974 000 téléspectateurs[38] (première diffusion)

- Kenneth Mitchell (Sam Lucas)
- Alexa Vega (Serena Westen)
- Gail O'Grady (Jenn Westen)
- Erich Anderson (Dale Westen)
- Jake Thomas (Andrew Carlin)
- Andrew James Allen (Jonathan Harkness)
- Frank Crim (Serrurier)
- Jaclyn Desantis (Zoé)
- Becky Wu (Serveuse)

### Épisode 23:Le Livre des Changements
- États-Unis /  Canada : 15 mai 2009 sur CBS / CTV
- France : 25 juillet 2009 sur TF1
- Suisse : 1er août 2010 sur TSR1[39]

- Graham McTavish (Gordon Bradey)
- Jaclyn Desantis (Zoé)
- Jason Brooks (Jeremy Bishop)
- David Clennon (Carl)
- Hailey Sole (Fillette sans visage)
- Timothy Lee Depriest (Voleur)
- Bruce Davison (Josh Bedford)
- Wendy Worthington (Infirmière)
- Ion Overman (Détective Sam Blair)
- Alfonso Freeman (Ministre)